# Porsche Tennis Grand Prix 2001
Il Porsche Tennis Grand Prix 2001 è stato un torneo femminile di tennis giocato sul cemento indoor. È stata la 24ª edizione del Porsche Tennis Grand Prix, che fa parte della categoria Tier II nell'ambito del WTA Tour 2001.
Si è giocato a Filderstadt in Germania, dall'8 al 14 ottobre 2001.

## Campionesse

### Singolare
Lindsay Davenport ha battuto in finale  Justine Henin con il punteggio di 7–5, 6–4

### Doppio
Lindsay Davenport /  Lisa Raymond hanno battuto in finale  Justine Henin  /  Meghann Shaughnessy con il punteggio di 6–4, 6(4)–7, 7–5